# Proso
Proso (Panicum L.) – rodzaj roślin jednorocznych lub bylin z rodziny wiechlinowatych. Należy do niego ok. 265–500 gatunków. Występują one w strefie międzyzwrotnikowej, dalej na północ sięgając strefy klimatu umiarkowanego w Ameryce Północnej i na Dalekim Wschodzie. Z tego rodzaju pochodzą jedne z najstarszych roślin zbożowych. Gatunkiem typowym jest Panicum miliaceum L.

## Morfologia
Źdźbło wyprostowane, podnoszące się lub płożące. Liście nitkowate, równowąskie, lancetowate, nawet do jajowatych. Kwiaty zebrane w kwiatostan – wiechę zwisłą, rozpierzchłą lub wyprostowaną.

## Systematyka
Pozycja systematyczna według APweb (aktualizowany system APG IV z 2016)
Rodzaj należący do rodziny wiechlinowatych (Poaceae), rzędu wiechlinowców (Poales). W obrębie rodziny należy do podrodziny Panicoideae, plemienia Paniceae.
Pozycja w systemie Reveala (1993–1999)
Gromada okrytonasienne (Magnoliophyta Cronquist), podgromada Magnoliophytina Frohne & U. Jensen ex Reveal, klasa jednoliścienne (Liliopsida Brongn.), podklasa komelinowe (Commelinidae Takht.), nadrząd Juncanae Takht., rząd wiechlinowce (Poales Small), rodzina wiechlinowate (Poaceae (R. Br.) Barnh.),  podrodzina prosowe (Panicoideae Link), plemię prosowe (Paniceae R. Br. in Flinders), podplemię  Panicinae Fr., rodzaj proso (Panicum L.).
Gatunki flory Polski
- proso rózgowate Panicum virgatum L.  – gatunek uprawiany
- proso włosowate Panicum capillare L. – gatunek uprawiany
- proso zwyczajne, p. właściwe Panicum miliaceum L. – gatunek uprawiany
- proso jesienne Panicum dichotomiflorum Michx. – efemerofit
- proso okryte Panicum implicatum Scribn. ez Britton ≡ Dichanthelium stigmosum (Trin.) Zuloaga[3] – efemerofit
- proso nadrzeczne Panicum barbipulvinatum Nash ex Rydb. – gatunek z kompleksu Panicum capillare introdukowany i zadomowiony